# Босна и Херцеговина на Летњим олимпијским играма 1992.
Републику Босну и Херцеговину у свом првом самосталном учествовању, после стицања независности, на Летњим олимпијским играма 1992. у Барселони 1996. имала је десет спортиста, од којих 6 мушкараца и 4 жене, који су се такмичили у 6 индивидуалних спортова.
Екипа Републике Босне и Херцеговине није освојила ниједну медаљу.
Најмлађа такмичарка у екипи Босне и Херцеговине била је пливачица Ања Маргетић, која је имала 17 година и 1 дан, а најстарија Мирјана Јововић-Хорват, која се такмичила у стрељаштву са 42 година и 302 дана. Мирјана Јововић-Хорват је била и најуспешнији такмичар који је у дисциплини ваздушна пушка, освојила осмо место.

## Спортисти Републике Босне и Херцеговине по дисциплинама
| Спорт                         | Мушкарци | Жене | Укупно |
| ----------------------------- | -------- | ---- | ------ |
| Атлетика                      | 2        | 2    | 4      |
| Дизање тегова                 | 1        | 0    | 1      |
| Кајак и кану на мирним водама | 1        | 0    | 1      |
| Пливање                       | 1        | 1    | 2      |
| Стрељаштво                    | 0        | 1    | 1      |
| Џудо                          | 1        | 0    | 1      |
| Укупно (6)                    | 6        | 4    | 10     |

## Резултати по дисциплинама

### Атлетика

#### Мушкарци
| Атлетичар        | Дисциплина   | Група    | Група | Четвртфинале | Четвртфинале | Полуфинале | Полуфинале | Финале           | Финале           |
| Атлетичар        | Дисциплина   | Резултат | Место | Резултат     | Место        | Резултат   | Место      | Резултат         | Место            |
| ---------------- | ------------ | -------- | ----- | ------------ | ------------ | ---------- | ---------- | ---------------- | ---------------- |
| Златан Сарачевић | Бацање кугле | 16,38    | 26/27 |              |              |            |            | Није се пласирао | Није се пласирао |
| Драган Мустапић  | Бацање диска | 48,80    | 29/32 |              |              |            |            | Није се пласирао | Није се пласирао |

#### Жене
| Атлетичарка   | Дисциплина   | Група    | Група | Четвртфинале | Четвртфинале | Полуфинале | Полуфинале | Финале            | Финале            |
| Атлетичарка   | Дисциплина   | Резултат | Место | Резултат     | Место        | Резултат   | Место      | Резултат          | Место             |
| ------------- | ------------ | -------- | ----- | ------------ | ------------ | ---------- | ---------- | ----------------- | ----------------- |
| Мирсада Бурић | 3.000 м      | 10:03,34 | 32/34 |              |              |            |            | Није се пласирала | Није се пласирала |
| Када Делић    | 10 км ходање |          |       |              |              |            |            | 55:24             | 38/54             |

### Мушкарци
| Текмичар       | Дисциплина | Трзај    | Трзај   | Избачај  | Избачај | Укупно | Пласман |
| Текмичар       | Дисциплина | Резултат | Пласман | Резултат | Пласман | Укупно | Пласман |
| -------------- | ---------- | -------- | ------- | -------- | ------- | ------ | ------- |
| Мехмед Скендер | -110 кг    | 140      | 23      | 180      | 20      | 320    | 20      |

### Ц-1 500 метара

#### Мушкарци
| Кајакаш          | Дисциплина | Група   | Група | Полуфинале       | Полуфинале       | Финале           | Финале           | Детаљи |
| Кајакаш          | Дисциплина | Време   | Место | Време            | Место            | Време            | Место            | Детаљи |
| ---------------- | ---------- | ------- | ----- | ---------------- | ---------------- | ---------------- | ---------------- | ------ |
| Александар Ђурић | Ц-1        | 2:07,12 | 19/19 | Није се пласирао | Није се пласирао | Није се пласирао | Није се пласирао |        |

### Пливање

#### Мушкарци
| Пливач         | Дисциплина   | Група   | Група   | Полуфинале       | Полуфинале       | Финале           | Финале           |
| Пливач         | Дисциплина   | Време   | Пласман | Време            | Пласман          | Време            | Пласман          |
| -------------- | ------------ | ------- | ------- | ---------------- | ---------------- | ---------------- | ---------------- |
| Јанко Гојковић | 100 м делфин | 56,81   | 44/69   | Није се пласирао | Није се пласирао | Није се пласирао | Није се пласирао |
| Јанко Гојковић | 200 м делфин | 2:09,28 | 41/46   | Није се пласирао | Није се пласирао | Није се пласирао | Није се пласирао |

#### Жене
| Пливач       | Дисциплина   | Група   | Група   | Полуфинале        | Полуфинале        | Финале            | Финале            |
| Пливач       | Дисциплина   | Време   | Пласман | Време             | Пласман           | Време             | Пласман           |
| ------------ | ------------ | ------- | ------- | ----------------- | ----------------- | ----------------- | ----------------- |
| Ања Маргетић | 100 м делфин | 1:06,26 | 44/49   | Није се пласирала | Није се пласирала | Није се пласирала | Није се пласирала |
| Ања Маргетић | 200 м делфин | 2:21,56 | 27/32   | Није се пласирала | Није се пласирала | Није се пласирала | Није се пласирала |

### Стрељаштво

#### Жене
| Стрелац                | Дисциплина          | Квалификација     | Квалификација | Финале            | Финале            | Плаасман |
| Стрелац                | Дисциплина          | Резултат          | Пласман       | Резултат          | Укупно            | Плаасман |
| ---------------------- | ------------------- | ----------------- | ------------- | ----------------- | ----------------- | -------- |
| Мирјана Јововић-Хорват | Ваздушна пушка 10 м | 393               | 6/45          | 419,6             | 8/8               | 8/45     |
| Мирјана Јововић-Хорват | тростав 50 м        | 576 (194+186+196) | 17-18/35      | Није се пласирала | Није се пласирала | 17-18/35 |

### Џудо
Представник Републике Босне и Херцеговине Владо Параџик такмичио се у категорији до 60 кг. у којој се пласирао од 23-34 места од укупно 43 учесника.